# 山上王
山上王（さんじょうおう、生年不詳 - 227年5月）は高句麗の第10代の王（在位:197年 - 227年）。『三国史記』高句麗本紀によると姓は高、諱は延優、または位宮。先代の故国川王の弟であり、故国川王が197年5月に死去したときに王子がなかったため、もう一人の兄の発岐と争って勝利し、王位に就いた。

## 治世
『三国史記』高句麗本紀・山上王即位前紀では、諱の「位宮」は曾祖父の宮（太祖大王）に似て生まれながらに目を開き、物を見ることができたので名づけられたと『魏書』（高句麗伝）を引いて記している。故国川王が王子のいないままにて死去すると、その王妃の于氏は初め喪を伏せたまま、すぐ下の弟である発岐に王位を継ぐことを勧めた。発岐は王の死を知らなかったために于氏の勧めが不遜であると責めたため、于氏は延優の元へ行った。そこで、王の死とともに発岐が傲慢であることを言い、延優に王位に継ぐことを勧めた。延優はこれに応え、翌日早朝に于氏は王の遺命と偽って延優を王位につけさせた。発岐は王位に就き損ねたことを不服として、遼東太守の公孫度と結託し武力侵攻を行うが、王位簒奪に失敗した彼は後に自害している。先王の王妃于氏はその後で山上王の王妃となった。
井上秀雄は『三国志』高句麗伝などに基づいて、故国川王の死後に発岐（抜奇）と延優とが争い、発岐を支持したのは消奴部だけで残りの四部は延優を支持したため、発岐は遼東郡の公孫氏を頼り、桓仁（遼寧省本渓市桓仁満族自治県）付近で王位に就いた。一方で延優らは集安（吉林省集安市）付近で丸都城を築いて新しい国を建て、王位に就いた。発岐はのちに公孫氏によって遼東郡に移住させられ、延優の新国が発岐の旧国を吸収し、高句麗の名を継いだとしている（→井上1972）。この後、集安付近の丸都城（山城）と平地の国内城とが一体となった高句麗の王都となり、長寿王によって平壌に遷都されるまでの間を国内・丸都時代ともいう。
208年11月、山上王は祭事に用いる生贄の豚を求めて酒桶村へ行き着いたところ、そこで20歳ほどの女性に出会って一夜を共にした。王妃于氏はこれを知って憤慨し、この女性の殺害を試みるが成功しなかった。まもなくこの女性は男子を産んだので、山上王はこの女性を小后（側室）として封じ、先の王子を213年に立太子した。これが後の東川王である。高句麗ではこれまで兄弟相続が続いていたが、有力な五族によるクリルタイ方式の王の選出としていたものが、本拠地の移動によって五族の力が弱められ父子相続に移行していったものと見られている。
217年8月に後漢の平州から夏瑶が千余家の人々を率いて投降したので、これを受け容れて柵城に定住させた。
在位31年にして227年5月に死去した。山上陵に埋葬され、山上王と諡された。